# The Shangri-Las
The Shangri-las fue un grupo musical femenino muy influyente y conocido en la década de 1960 en Estados Unidos (su país de origen).
Compuesto por dos pares de hermanas, Betty y Mary Weiss y las hermanas gemelas Marge y Mary Anne Ganser, mezclaban letras sinceras y una música entre el pop sesentero y el rock. Dos de sus canciones fueron incluidas en la lista de las 500 mejores canciones de todos los tiempos según la revista Rolling Stone y la cadena televisiva MTV, las dos canciones fueron las inolvidables e imprescindibles «Leader of the Pack» y «Remember (Walkin' in the sand)».

## Historia
El grupo se formó en una escuela secundaria del distrito de Queens en Nueva York en 1963 por Mary Weiss, Elizabeth "Betty" Weiss y las gemelas Marguerite Ganser y Mary Ann Ganser. Comenzaron a tocar en espectáculos escolares y concursos de talentos. Fueron descubiertas por el productor Artie Ripp que arregló el primer contrato discográfico del grupo con Kama Sutra Records. Su primera grabación en diciembre de 1963 fue "Simon Says", en la que Betty Weiss cantó como solista. También grabaron "Wishing Well" y "Hate to Say I Told You So", que se convirtió en su primer lanzamiento a principios de 1964. [5] Inicialmente actuaron sin nombre, sin embargo, cuando firmaron su primer contrato, comenzaron a llamarse Shangri-Las, en honor a un restaurante en Queens. Aunque Mary Weiss fue la cantante principal, su hermana Betty asumió esta en tarea en temas como "Maybe", "Shout", "Twist and Shout", "Wishing Well" y varias caras B y pistas de álbumes.
En abril de 1964, siendo todavía menores de edad sus padres firmaron con Red Bird Records, Mary tenía 15 años, Betty 17 y las gemelas Ganser 16. Habiendo sido contratadas por el productor discográfico George "Shadow" Morton, tuvieron su primer éxito con "Remember (Walking in the Sand)", que alcanzó el número 5 en las listas estadounidenses. Un por entonces desconocido Billy Joel, que trabajaba como músico de sesión, tocó en la demo de "Remember (Walkin' in the Sand)".
Las grabaciones de Morton incluyeron una cuidada producción con orquestación y efectos de sonido, y su siguiente sencillo se convirtió en su mayor éxito. "Leader of the Pack" alcanzó el número 1 de la lista Billboard Hot 100 el 28 de noviembre de 1964.
A finales de 1964 actuaron con los Beatles y con los Rolling Stones, así como artistas de R&B como The Drifters y James Brown. La revista Cashbox las incluyó como el mejor grupo nuevo de R&B. También promocionaron los cosméticos Revlon. En marzo de 1965, realizaron una gira por el Reino Unido con Wayne Fontana and The Mindbenders, Herman's Hermits y Del Shannon, entre otros.
Poco antes de la gira por el Reino Unido, Betty Weiss se retiró temporalmente, dejando el grupo como trío. El grupo realizó una gira por los Estados Unidos y también apareció en muchos programas de televisión, incluidos Hullabaloo, Shindig! y Hollywood A-Go-Go. Betty se reincorporó al grupo a mediados de 1965. The Shangri-Las alternaron actuaciones junto a su propia banda de acompañamiento y con otras en las que se presentaban con bandas locales, como The Sonics o The Iguanas con un joven Iggy Pop. También aparecieron como cabezas de cartel en giras organizadas como Caravan of Stars de Dick Clark junto con bandas como The Orlons, The Young Rascals, The Animals y Vanilla Fudge.
El grupo apareció en varios programas de televisión y continuó de gira por Estados Unidos pero en 1966, dos de sus tres lanzamientos no lograron entrar en las listas de éxitos, aunque el grupo siguió siendo popular en Inglaterra y Japón. Mary Ann Ganser se fue, pero regresó a principios de 1967 cuando Marge, abandonó el grupo. Tras el cierre del sello discográfico Red Bird Records el grupo firmó con Mercury Records. Sin embargo The Shangri-Las ya no tuvieron más éxitos y en 1968, se disolvieron en medio de un litigio.
Mary Weiss se mudó al Greenwich Village de Nueva York y luego a San Francisco. Al regresar a Manhattan unos años más tarde y sin poder grabar debido a juicios, trabajó como secretaria mientras tomaba clases en la universidad. Luego ingresó a la industria de la arquitectura, trabajando en el departamento de contabilidad de una firma de arquitectos de Nueva York. Luego dirigió el concesionario de muebles comerciales y a finales de los ochenta, regentaba una tienda de muebles y era diseñadora de interiores. En 2001, era consultora de muebles para empresas de Nueva York. Mary Ann Ganser comenzó a tener problemas de adicción a las drogas y al alcohol en 1968. Murió en Queens el 15 de marzo de 1970, a los 22 años, de una sobredosis de drogas. Marge Ganser regresó a la escuela a finales de la década de 1960. A principios de la década de 1970, se casó (cambió su nombre a Marguerite Ganser Dorste), trabajó para NYNEX en Valley Stream, Nueva York y murió de cáncer de mama el 28 de julio de 1996, a los 48 años. 
El grupo original actuó por última vez en un espectáculo de reunión en East Rutherford (Nueva Jersey) el 3 de junio de 1989.
En 2006 fueron incluidas en el Salón de la Fama de los Grupos Vocales.

## Discografía

### Álbumes de estudio
- 1965 – Leader of the Pack
- 1965 – Shangri-Las-65!

### Sencillos
- 1964 – Wishing Well / Hate to Say I Told You So
- 1964 – Remember (Walkin' in the Sand) / It's Easier to Cry
- 1964 – Leader of the Pack / What Is Love?
- 1964 – Simon Says / Simon Speaks
- 1964 – Give Him a Great Big Kiss / Twist and Shout
- 1964 – Maybe / Shout
- 1965 – Out in the Streets / The Boy
- 1965 – Give Us Your Blessings / Heaven Only Knows
- 1965 – Right Now and Not Later / The Train from Kansas City
- 1965 – I Can Never Go Home Anymore / Bull Dog
- 1966 – Long Live Our Love / Sophisticated Boom Boom
- 1966 – He Cried / Dressed in Black
- 1966 – Past, Present and Future / Paradise
- 1967 – The Sweet Sounds of Summer / I'll Never Learn
- 1967 – Take the Time / Footsteps on the Roof